# وتشلنیتشکا
وتشلنیتشکا (به چکی: Včelnička) یک منطقهٔ مسکونی در جمهوری چک است که در شهرستان پلهرژیموف واقع شده‌است.
 وتشلنیتشکا ۳٫۹۵ کیلومتر مربع مساحت و ۱۹۷ نفر جمعیت دارد و ۵۵۵ متر بالاتر از سطح دریا واقع شده‌است.